# Danil Lipovoj
Danil Nikolaevič Lipovoj (in russo Дани́л Никола́евич Липово́й?; Kirov, 22 settembre 1999) è un calciatore russo, centrocampista dell'Arsenal Tula.

## Caratteristiche tecniche
È un mediano.

## Carriera
Cresciuto nel settore giovanile della Dinamo Mosca, ha esordito in prima squadra il 26 settembre 2019 disputando l'incontro di Kubok Rossii vinto 1-0 contro la Torpedo Mosca.